# Fire Control System Mark 113
Układ kontroli ognia Mark 113 (Fire Control System - FCS Mk.113) – amerykański układ kontroli ognia stosowany w amerykańskich myśliwskich okrętach podwodnych z napędem atomowym. Począwszy od lat 60. XX wieku, układ Mk.113 kontrolował przygotowanie, stan, odpalanie i naprowadzanie torped i pocisków rakietowych okrętów podwodnych typu Thresher/Permit i Sturgeon, a początkowo także Los Angeles.

## Opis
Namiary celu uzyskane z systemu sonarowego okrętu podlegały filtracji i wraz z danymi o ruchu własnego okrętu poddawane były analizie w komputerze Mark 130 (Mk.130) – pierwszym elektronicznym, cyfrowym komputerze używanym w amerykańskich jednostkach tej klasy o przeznaczeniu myśliwskim. Przy aktualnych danych wejściowych o wektorze ruchu własnego okrętu, odległość do celu, jego kurs oraz prędkość mogły być obliczane na podstawie wskazań sonaru pasywnego. Operator systemu może uczestniczyć w procedurze analizy ruchu celu (‘’Target Motion Analysis’’ – TMA) za pośrednictwem konsoli analizatora Mark 51 (Mk.51).
Układ Mark 113 wyposażony jest w następujące elementy:
- podsystem kierunku ataku Mark 75 (Mk.75) przetwarza informacje na temat własnego okrętu oraz na temat celu, w celu obliczeń w zakresie balistyki torpedy oraz danych dla przewodowego sterowania torpedą, utrzymuje także ciągłe śledzenie pozycji celu oraz torpedy
- konsola kontroli ataku Mark 50 (Mk.50), będąca panelem odpalania broni, zobrazowania sytuacji taktycznej, a także panelem kontroli statusu przedziału torpedowego okrętu.

Dodatkowo, system zawierał dwa panele kontroli torped Mark 66 (Mk.66), dwa tonalne generatory sygnału (‘’Tone Signal Generators’’ – TSG) Mark 47 (Mk.47). Celem umożliwienia systemowi obsługi torped Mark 48, do istniejącej wersji Mod.2 systemu wprowadzono istotne modyfikacje, nowo powstała w ten sposób wersja systemu otrzymała oznaczenia Mod. 6 i Mod. 8. Konsola kontroli torped Mk.66 stanowiąca pierwsze zastosowanie technologii układów scalonych średniej (MSI) i dużej skali integracji (LSI) w okrętach podwodnych pracuje jako panel programowania, podczas gdy TSG Mk.47 generuje sygnały do przewodowej transmisji danych do torpedy.

## Status operacyjny
FCS Mk.113 wszedł do użytku operacyjnego w amerykańskiej flocie w 1962 roku, kiedy został zainstalowany  w amerykańskich myśliwskich okrętach podwodnych z napędem atomowym, natomiast z dodatkiem konsoli analizatora  Mark 78 (Mk.78) (FCS Mk.113 Mod 9) w okrętach SSBN przenoszących pociski balistyczne. W późnych latach 60. XX wieku system otrzymał dodatkowe wyposażenie umożliwiające mu obsługę torped Mk.48.
W późniejszych latach, zastąpiony został systemem kontroli ognia Mark 117 a następnie Combat Control System Mark 1, w poszczególnych jednostkach - zwłaszcza starszych typów - służył jednak aż do lat 90.